# Gelsenkirchen Hauptbahnhof
Gelsenkirchen Hauptbahnhof vasútállomás Németországban, Gelsenkirchen városban. A német vasútállomás-kategóriák közül a második csoportba tartozik.

## Vasútvonalak
Az állomást az alábbi vasútvonalak érintik:
- Duisburg–Dortmund-vasútvonal
- Essen–Gelsenkirchen-vasútvonal

## Forgalom

### Távolsági
| Járat | Útvonal | Gyakoriság                        |
| ----- | --- | --------------------------------- |
| IC 35 | Norddeich Mole – Rheine – Münster – Gelsenkirchen – Oberhausen – Duisburg – Düsseldorf – Köln – Bonn - Koblenz - (bizonyos vonatok Stuttgart vagy Konstanz állomásokig) | 120 percenként                    |
| HKX   | Hamburg-Altona – Osnabrück – Münster – Gelsenkirchen – Essen – Duisburg – Düsseldorf – Köln                                                                             | egyszer naponta (péntek-vasárnap) |

## Kapcsolódó állomások
A vasútállomáshoz az alábbi állomások vannak a legközelebb:
- Wanne-Eickel Central Station (Osnabrück Hauptbahnhof, Dortmund Hauptbahnhof, Duisburg–Dortmund-vasútvonal, Rhein-Haard-Express, S2)
- Gelsenkirchen-Rotthausen station (Essen Hauptbahnhof, S2)
- Gelsenkirchen-Schalke Süd railway station
- Essen Hauptbahnhof (Düsseldorf Hauptbahnhof, Essen–Gelsenkirchen-vasútvonal, Rhein-Haard-Express)